# Kevin Chapman (acteur)
Pour les articles homonymes, voir Chapman.
Pour le joueur de baseball, voir Kevin Chapman (baseball).
Kevin Chapman, né le 29 juillet 1962 à Boston, est un acteur et producteur de cinéma américain, principalement actif dans le tournage de séries.

## Biographie
Après des études à l'université du Massachusetts, Chapman occupe une série d'emploi, notamment dans l'humour, jusqu'à ce que le réalisateur Ted Demme le repère alors qu'il travaille au Bureau des Affaires culturelles de Boston (Boston Office of Cultural Affairs). Il obtient son premier rôle dans le thriller Monument Ave. en tant que Mickey Pat.
Il joue dans plusieurs films dont en 2003 l'acclamé Mystic River de Clint Eastwood et 21 Grammes de Alejandro González Iñárritu. Il apparait comme personnage non-récurrent dans de nombreuses séries télévisées, et il est notamment l'un des rares acteurs à apparaître deux fois dans 24 heures chrono dans deux rôles différents.
En 2009, il se lance dans la production avec le film Lonely Street. Sa deuxième production, Whiskey Film, est sortie en 2014. En 2011, il devient l'un des acteurs principaux de la série Person of Interest dans le rôle de l'inspecteur anciennement véreux Lionel Fusco.
Il est marié à Meaghan Kennedy avec qui il a une fille.

## Filmographie

### Cinéma
- 1998 : La Loi du sang (Monument Ave.) de Ted Demme : Mickey Pat
- 1999 : Les Anges de Boston de Troy Duffy : Chappy
- 1999 : Gangsta Cop de Michael Rymer : O'Hanlon
- 2001 : In the Bedroom de Todd Field : l'ami de Tim
- 2001 : Blow de Ted Demme : DEA Eastham
- 2001 : Escrocs de Sam Weisman : un barman
- 2003 : Mystic River de Clint Eastwood : Val Savage
- 2003 : 21 Grammes de Alejandro González Iñárritu : Alan
- 2004 : Piège de feu de Jay Russell : Frank McKinny
- 2004 : En bonne compagnie de Paul Weitz : Lou
- 2005 : Two for the Money de D. J. Caruso : Southie
- 2006 : Blackout de Simon Brand : Inspecteur McGahey
- 2008 : Sunshine Cleaning de Christine Jeffs : Carl Swanson
- 2009 : Lonely Street de Peter Ettinger : un cowboy policier
- 2009 : Black Dynamite de Scott Sanders : O'Leary
- 2010 : Unstoppable de Tony Scott : Bunny
- 2011 : Au bout de la nuit 2 : Inspecteur Jimmy Rogan (Direct-To-Video)
- 2011 : Assassination Games de Ernie Barbarash : Culley
- 2014 : Whiskey Film de Chris Brinker : Morris
- 2015 : Backmask (Projet 666) de Marcus Nispel : Greer
- 2018 : City of Lies de Brad Furman
- 2018 : Slender Man de Sylvain White
- 2018 : Equalizer 2 d'Antoine Fuqua
- 2021 : Coda de Sian Heder : Brady

### Télévision
La liste est composée de séries télévisées, sauf mention contraire.
- 2001 : The Practice : Officier Lemay (1 épisode)
- 2001 : Private Lies de Sherry Hormann (téléfilm)
- 2001 : Espions d'État (1 épisode)
- 2002 : 24 heures chrono : Garde-côte (1 épisode)
- 2003 : Les Experts : un barman (1 épisode)
- 2003 : New York Police Blues : Brad Riggs (1 épisode)
- 2003 : 24 heures chrono : Warden Kevin Mitchell (2 épisodes)
- 2004 : Les Forces du mal : DJ / Daniel James (1 épisode)
- 2005 : Le Monde de Joan : Jim Lane, un des deux frères qui se battent (saison 2, épisode 16)
- 2005 : Boston Justice : Officier Wayne Kirkland (1 épisode)
- 2006 : Hard Luck (TV) : Franklin
- 2006 : Esprits criminels : Agent du FBI Andy Bingaman (1 épisode)
- 2006 - 2008 : Brotherhood : Freddi Cork
- 2008 : Sons of Anarchy : Michael McKeavey (1 épisode)
- 2009 : Lost : Les Disparus : Mitch (saison 5, épisodes 15 et 16)
- 2009 : Rescue Me : Les Héros du 11 septembre : Terrance (7 épisodes)
- 2009 : Leverage : Brandon O'Hare (1 épisode)
- 2010 : Cold Case : Affaires classées : Joe Mueller (2 épisodes)
- 2010 : Hawthorne : Infirmière en chef : Ben Adams (2 épisodes)
- 2011 : The Whole Truth : William « Billy » Brogan (1 épisode)
- 2011 : Rizzoli et Isles : Chief Merck (1 épisode)
- 2011 - 2016 : Person of Interest : lieutenant Lionel Fusco
- 2017 : APB : Alerte d'urgence : Capitaine Raymond Hauser
- 2018 : The Punisher : un nazi (saison 2, épisodes 9 et 10)
- 2019 : City on a Hill (série TV)
- 2022 : NCIS : Enquêtes spéciales : Billy Doyle (saison 19, épisode 15)
- 2024 : Bookie : Mickey (saison 2 épisodes 7 et 8)

### Comme producteur
- 2009 : Lonely Street
- 2014 : Whiskey Film

## Distinctions
- 2003 : Phoenix Film Critics Society de la Meilleure distribution pour 21 Grammes